# Onzième circonscription des Yvelines
La onzième circonscription des Yvelines est l'une des douze circonscriptions législatives françaises que compte le département des Yvelines (78) situé en région Île-de-France.

## Description géographique et démographique

### Composition de la circonscription de 1988 à 2012
La 11e circonscription regroupe les communes de :
- Bois d'Arcy (Canton de Saint-Cyr-l'École) ;
- Élancourt (canton de Maurepas) ;
- Fontenay-le-Fleury (Canton de Saint-Cyr-l'École) ;
- La Verrière (canton de Maurepas) ;
- Saint-Cyr-l'École (Canton de Saint-Cyr-l'École) ;
- Trappes (Canton de Trappes).

D'après les chiffres du recensement de 1999, la circonscription était alors peuplée de 100 723 habitants et la population active était de 51 185 personnes.

### Composition de la circonscription à compter de 2012

Communes et cantons constitutifs de la 11e circonscriptions lors du redécoupage de 2010.

À l'issue du redécoupage effectué en 2010 pour la législature 2012-2017, le département des Yvelines conserve son effectif de douze députés. Sur les douze circonscriptions issues du découpage de 1988 cinq restent inchangées (les quatrième, cinquième, septième, huitième et neuvième circonscriptions des Yvelines) tandis que sept sont redécoupées (les première, deuxième, troisième, sixième, dixième, onzième et douzième circonscriptions).
La commune du Mesnil-Saint-Denis, du canton de Chevreuse, est transférée de la 2e à la 11e circonscription.
La 11e circonscription est composée des communes suivantes :
- Bois d'Arcy ;
- Élancourt ;
- Fontenay-le-Fleury ;
- La Verrière ;
- Le Mesnil-Saint-Denis ;
- Saint-Cyr-l'École ;
- Trappes.

D'après les chiffres du recensement de 2008, la circonscription était alors peuplée de 112 543 habitants.

## Les députés de la11ecirconscriptiondes Yvelines (historique)
| Législature | Début de mandat   | Fin de mandat  | Député               | Parti politique | Observations |
| ----------- | ----------------- | -------------- | -------------------- | --------------- | --- |
| IXe         | 23 juin 1988      | 1er avril 1993 | Guy Malandain        | PS              | |
| Xe          | 2 avril 1993      | 21 avril 1997  | Jean-Michel Fourgous | RPR             | Mandat écourté à la suite d'une dissolution parlementaire décidée par Jacques Chirac. |
| XIe         | 12 juin 1997      | 25 avril 2000  | Catherine Tasca      | PS              | |
| XIe         | 28 avril 2000     | 18 juin 2002   | Guy Malandain        | PS              | |
| XIIe        | 19 juin 2002      | 19 juin 2007   | Jean-Michel Fourgous | UMP             | |
| XIIIe       | 20 juin 2007      | 19 juin 2012   | Jean-Michel Fourgous | UMP             | |
| XIVe        | 20 juin 2012      | 20 juin 2017   | Benoît Hamon         | PS              | |
| XVe         | 21 juin 2017      | 6 juillet 2020 | Nadia Hai            | LREM            | Nadia Hai est nommée au gouvernement et démissionne de son poste de députée pour éviter l'entrée en fonction de son suppléant, mis en examen en août 2019, provoquant une élection législative partielle. |
| XVe         | 28 septembre 2020 | 21 juin 2022   | Philippe Benassaya   | LR              | Nadia Hai est nommée au gouvernement et démissionne de son poste de députée pour éviter l'entrée en fonction de son suppléant, mis en examen en août 2019, provoquant une élection législative partielle. |
| XVIe        | 22 juin 2022      | 9 juin 2024    | William Martinet     | LFI             | Mandat écourté à la suite d'une dissolution parlementaire décidée par Emmanuel Macron. |
| XVIIe       | 8 juillet 2024    | En cours       | Laurent Mazaury      | UDI             | |

## Historique des élections

### Élections de 1988
| Candidat       | Candidat                    | Parti          | Premier tour | Premier tour | Second tour | Second tour |  |
| Candidat       | Candidat                    | Parti          | Voix         | %            | Voix        | %           |  |
| -------------- | --------------------------- | -------------- | ------------ | ------------ | ----------- | ----------- |  |
|                | Guy Malandain sortant réélu | PS             | 11 375       | 36,46        | 18 403      | 54,87       |  |
|                | Janine Cayet                | UDF (PR) (URC) | 10 604       | 33,99        | 15 134      | 45,13       |  |
|                | Jacqueline Hoffmann sortant | PCF            | 5 584        | 17,9         |             |             |  |
|                | Olivier Cazal               | FN             | 3 636        | 11,65        |             |             |  |
|                |                             |                |              |              |             |             |  |
| Inscrits       | Inscrits                    | Inscrits       | 53 108       | 100,00       | 53 093      | 100,00      |  |
| Abstentions    | Abstentions                 | Abstentions    | 21 369       | 40,24        | 18 692      | 35,21       |  |
| Votants        | Votants                     | Votants        | 31 739       | 59,76        | 34 401      | 64,79       |  |
| Blancs et nuls | Blancs et nuls              | Blancs et nuls | 540          | 1,7          | 864         | 2,51        |  |
| Exprimés       | Exprimés                    | Exprimés       | 31 199       | 98,3         | 33 537      | 97,49       |  |

La suppléante de Guy Malandain était Christine Vilain, directrice d'école maternelle, maire adjoint de Trappes.

### Élections de 1993
| Candidat              | Candidat                 | Parti               | Premier tour | Premier tour | Second tour | Second tour |  |
| Candidat              | Candidat                 | Parti               | Voix         | %            | Voix        | %           |  |
| --------------------- | ------------------------ | ------------------- | ------------ | ------------ | ----------- | ----------- |  |
|                       | Guy Malandain sortant    | PS (ADFP)           | 6 639        | 20,15        | 15 608      | 49,03       |  |
|                       | Jean-Michel Fourgous élu | RPR                 | 5 547        | 16,84        | 16 224      | 50,97       |  |
|                       | Janine Cayet             | UDF (CDS)           | 5 363        | 16,28        |             |             |  |
|                       | Roger Gilissen           | FN                  | 4 227        | 12,83        |             |             |  |
|                       | Jacqueline Hoffmann      | PCF                 | 3 545        | 10,76        |             |             |  |
|                       | Nicolas About            | PSD                 | 2 521        | 7,65         |             |             |  |
|                       | Harlem Désir             | GÉ (EÉ)             | 2 254        | 6,84         |             |             |  |
|                       | Christiane Moulin        | LT-LNÉ              | 871          | 2,64         |             |             |  |
|                       | Paule Lauron             | LO                  | 594          | 1,8          |             |             |  |
|                       | Maurice Prost            | RDRP                | 523          | 1,59         |             |             |  |
|                       | José-Philippe Marquis    | Divers droite       | 275          | 0,83         |             |             |  |
|                       | Olivier Cazal            | Extrême droite (AP) | 175          | 0,53         |             |             |  |
|                       | Saïd Zamoun              | Divers              | 168          | 0,51         |             |             |  |
|                       | Gilles Thirouin          | LCR                 | 121          | 0,37         |             |             |  |
|                       | Gérard Copede            | Divers droite       | 121          | 0,37         |             |             |  |
|                       |                          |                     |              |              |             |             |  |
| Inscrits              | Inscrits                 | Inscrits            | 50 418       | 100,00       | 50 416      | 100,00      |  |
| Abstentions           | Abstentions              | Abstentions         | 15 930       | 31,6         | 16 019      | 31,77       |  |
| Votants               | Votants                  | Votants             | 34 488       | 68,4         | 34 397      | 68,23       |  |
| Blancs et nuls        | Blancs et nuls           | Blancs et nuls      | 1 544        | 4,48         | 2 565       | 7,46        |  |
| Exprimés              | Exprimés                 | Exprimés            | 32 944       | 95,52        | 31 832      | 92,54       |  |
| Source : Data.gouv.fr |                          |                     |              |              |             |             |  |

Le suppléant de Jean-Michel Fourgous était François Neveu, ancien maire d'Élancourt.

### Élections de 1997
| Candidat       | Candidat                     | Parti             | Premier tour | Premier tour | Second tour | Second tour |  |
| Candidat       | Candidat                     | Parti             | Voix         | %            | Voix        | %           |  |
| -------------- | ---------------------------- | ----------------- | ------------ | ------------ | ----------- | ----------- |  |
|                | Jean-Michel Fourgous sortant | RPR               | 10 337       | 31,47        | 16 869      | 49,18       |  |
|                | Catherine Tasca élue         | PS                | 8 047        | 24,5         | 17 432      | 50,82       |  |
|                | Michel Espinat               | PCF               | 5 114        | 15,57        |             |             |  |
|                | Didier de Beaulieu           | FN                | 4 258        | 12,96        |             |             |  |
|                | Brigitte Ivars               | GÉ                | 1 236        | 3,76         |             |             |  |
|                | Christine Égasse             | LO                | 964          | 2,94         |             |             |  |
|                | Francis Dubarry              | Divers            | 674          | 2,05         |             |             |  |
|                | Michel Nacou                 | LDI (MPF)         | 586          | 1,78         |             |             |  |
|                | Pascal Peiffert              | MDC               | 497          | 1,51         |             |             |  |
|                | Brigitte Ruef                | US4J              | 437          | 1,33         |             |             |  |
|                | Didier Malinosky             | LCR               | 288          | 0,88         |             |             |  |
|                | Guy Decharte                 | Divers droite     | 151          | 0,46         |             |             |  |
|                | Francis Vincenti             | SÉGA              | 139          | 0,42         |             |             |  |
|                | Michel Laurent               | Divers écologiste | 72           | 0,22         |             |             |  |
|                | Philippe Nivet               | Divers droite     | 42           | 0,13         |             |             |  |
|                | Michel Finck                 | diss. UDF         | 1            | 0            |             |             |  |
|                |                              |                   |              |              |             |             |  |
| Inscrits       | Inscrits                     | Inscrits          | 52 197       | 100,00       | 52 187      | 100,00      |  |
| Abstentions    | Abstentions                  | Abstentions       | 18 137       | 34,75        | 16 033      | 30,72       |  |
| Votants        | Votants                      | Votants           | 34 060       | 65,25        | 36 154      | 69,28       |  |
| Blancs et nuls | Blancs et nuls               | Blancs et nuls    | 1 217        | 3,57         | 1 853       | 5,13        |  |
| Exprimés       | Exprimés                     | Exprimés          | 32 843       | 96,43        | 34 301      | 94,87       |  |

Le suppléant de Catherine Tasca était Guy Malandain, officier de réserve, ancien député (1981 à 1993), maire adjoint de Trappes. Guy Malandain remplaça Catherine Tasca, nommée membre du gouvernement, du 28 avril 2000 au 18 juin 2002.

### Élections de 2002
| Candidat       | Candidat                         | Parti          | Premier tour | Premier tour | Second tour | Second tour |  |
| Candidat       | Candidat                         | Parti          | Voix         | %            | Voix        | %           |  |
| -------------- | -------------------------------- | -------------- | ------------ | ------------ | ----------- | ----------- |  |
|                | Jean-Michel Fourgous élu         | UMP            | 12 441       | 38,15        | 15 619      | 51,66       |  |
|                | Catherine Tasca                  | PS             | 11 093       | 34,02        | 14 616      | 48,34       |  |
|                | Jean-Louis Bideau                | FN             | 2 845        | 8,72         |             |             |  |
|                | Pierre Le Guérinel               | UDF            | 2 372        | 7,27         |             |             |  |
|                | Jean-Yves Gendron                | PCF            | 1 509        | 4,63         |             |             |  |
|                | Didier Malinosky                 | LCR            | 560          | 1,72         |             |             |  |
|                | Josette Mercier                  | LT-LNÉ         | 424          | 1,3          |             |             |  |
|                | Christine Égasse                 | Les Verts      | 338          | 1,04         |             |             |  |
|                | Patrick Costaire                 | GÉ             | 303          | 0,93         |             |             |  |
|                | Daniel Demoineret                | CNIP           | 282          | 0,86         |             |             |  |
|                | Guillaume Duchesne               | MNR            | 219          | 0,67         |             |             |  |
|                | Nadine Lacrampe-Cuyaubère-Flieut | CPNT           | 124          | 0,38         |             |             |  |
|                | Pedro Saiz                       | PT             | 101          | 0,31         |             |             |  |
|                |                                  |                |              |              |             |             |  |
| Inscrits       | Inscrits                         | Inscrits       | 52 431       | 100,00       | 52 422      | 100,00      |  |
| Abstentions    | Abstentions                      | Abstentions    | 19 356       | 36,92        | 21 182      | 40,41       |  |
| Votants        | Votants                          | Votants        | 33 075       | 63,08        | 31 240      | 59,59       |  |
| Blancs et nuls | Blancs et nuls                   | Blancs et nuls | 464          | 1,4          | 1 005       | 3,22        |  |
| Exprimés       | Exprimés                         | Exprimés       | 32 611       | 98,6         | 30 235      | 96,78       |  |

Le suppléant de Jean-Michel Fourgous était Philippe Lavaud, ingénieur civil, maire de Saint-Cyr-l'École.

### Élections de 2007
| Candidat       | Candidat                           | Parti          | Premier tour | Premier tour | Second tour | Second tour |  |
| Candidat       | Candidat                           | Parti          | Voix         | %            | Voix        | %           |  |
| -------------- | ---------------------------------- | -------------- | ------------ | ------------ | ----------- | ----------- |  |
|                | Jean-Michel Fourgous sortant réélu | UMP            | 14 588       | 44,01        | 15 868      | 51,75       |  |
|                | Safia Otokoré                      | PS             | 9 028        | 27,24        | 14 796      | 48,25       |  |
|                | Evelyne Duquennoy                  | UDF–MoDem      | 3 205        | 9,67         |             |             |  |
|                | Luc Miserey                        | PCF            | 1 304        | 3,93         |             |             |  |
|                | Henri Dubost                       | FN             | 1 158        | 3,49         |             |             |  |
|                | Djamal Yalaoui                     | UDF            | 851          | 2,57         |             |             |  |
|                | Didier Malinosky                   | LCR            | 721          | 2,18         |             |             |  |
|                | Nabila Keramane                    | Les Verts      | 649          | 1,96         |             |             |  |
|                | Antoine Giudicelli                 | LT-LNÉ         | 427          | 1,29         |             |             |  |
|                | Joseph Le Gal                      | diss. PCF      | 325          | 0,98         |             |             |  |
|                | Hamed Debbouze                     | Divers         | 271          | 0,82         |             |             |  |
|                | Christine Égasse                   | LO             | 237          | 0,72         |             |             |  |
|                | Stéphane Michaud                   | Divers         | 197          | 0,59         |             |             |  |
|                | Hubert Kohler                      | MNR            | 184          | 0,56         |             |             |  |
|                |                                    |                |              |              |             |             |  |
| Inscrits       | Inscrits                           | Inscrits       | 58 013       | 100,00       | 58 013      | 100,00      |  |
| Abstentions    | Abstentions                        | Abstentions    | 24 413       | 42,08        | 26 396      | 45,5        |  |
| Votants        | Votants                            | Votants        | 33 600       | 57,92        | 31 617      | 54,5        |  |
| Blancs et nuls | Blancs et nuls                     | Blancs et nuls | 455          | 1,35         | 953         | 3,01        |  |
| Exprimés       | Exprimés                           | Exprimés       | 33 145       | 98,65        | 30 664      | 96,99       |  |

### Élections de 2012
| Candidat       | Candidat                     | Parti          | Premier tour | Premier tour | Second tour | Second tour |  |
| Candidat       | Candidat                     | Parti          | Voix         | %            | Voix        | %           |  |
| -------------- | ---------------------------- | -------------- | ------------ | ------------ | ----------- | ----------- |  |
|                | Benoît Hamon élu             | PS (EÉLV)      | 16 716       | 45,30        | 19 925      | 55,38       |  |
|                | Jean-Michel Fourgous sortant | UMP            | 12 641       | 34,26        | 16 053      | 44,62       |  |
|                | Jacques Dairou               | FN             | 3 095        | 8,39         |             |             |  |
|                | Luc Miserey                  | FG (PCF)       | 1 814        | 4,92         |             |             |  |
|                | Évelyne Duquennoy            | MoDem          | 1 121        | 3,04         |             |             |  |
|                | Marie de Montbel             | PCD            | 385          | 1,04         |             |             |  |
|                | Jérémy Bizet                 | MÉI            | 329          | 0,89         |             |             |  |
|                | Thierry Barry                | AÉI            | 280          | 0,76         |             |             |  |
|                | Sylvia Cantaluppi            | DLR            | 250          | 0,68         |             |             |  |
|                | Christine Égasse             | LO             | 140          | 0,38         |             |             |  |
|                | Lydia Chenal                 | NPA            | 128          | 0,35         |             |             |  |
|                |                              |                |              |              |             |             |  |
| Inscrits       | Inscrits                     | Inscrits       | 65 700       | 100,00       | 65 697      | 100,00      |  |
| Abstentions    | Abstentions                  | Abstentions    | 28 400       | 43,23        | 28 872      | 43,95       |  |
| Votants        | Votants                      | Votants        | 37 300       | 56,77        | 36 825      | 56,05       |  |
| Blancs et nuls | Blancs et nuls               | Blancs et nuls | 401          | 1,08         | 847         | 2,3         |  |
| Exprimés       | Exprimés                     | Exprimés       | 36 899       | 98,92        | 35 978      | 97,7        |  |

Le suppléant de Benoit Hamon, Jean-Philippe Mallé, conseiller général du canton de Saint-Cyr-l'École, ancien premier adjoint au maire de Bois-d'Arcy, le remplace du 22 juillet 2012 au 26 septembre 2014, quand Benoit Hamon est nommé membre du gouvernement.
Jean-Philippe Mallé démissionne le 26 septembre 2014, et Benoit Hamon redevient député le 27.

### Élections de 2017
|                                                                          |                                                                              |                           |                           |                          |                          |
|                                                                          |                                                                              | Premier tour 11 juin 2017 | Premier tour 11 juin 2017 | Second tour 18 juin 2017 | Second tour 18 juin 2017 |
|                                                                          |                                                                              |                           |                           |                          |                          |
|                                                                          |                                                                              | Nombre                    | % des inscrits            | Nombre                   | % des inscrits           |
| Inscrits                                                                 | Inscrits                                                                     | 68 023                    | 100,00                    | 68 016                   | 100,00                   |
| Abstentions                                                              | Abstentions                                                                  | 34 605                    | 50,87                     | 39 663                   | 58,31                    |
| Votants                                                                  | Votants                                                                      | 33 418                    | 49,13                     | 28 353                   | 41,69                    |
|                                                                          |                                                                              |                           | % des votants             |                          | % des votants            |
| Bulletins blancs                                                         | Bulletins blancs                                                             | 362                       | 1,08                      | 1 850                    | 6,52                     |
| Bulletins nuls                                                           | Bulletins nuls                                                               | 137                       | 0,41                      | 666                      | 2,35                     |
| Suffrages exprimés                                                       | Suffrages exprimés                                                           | 32 919                    | 98,51                     | 25 837                   | 91,13                    |
|                                                                          |                                                                              |                           |                           |                          |                          |
| Candidat Étiquette politique (partis et alliances)                       | Candidat Étiquette politique (partis et alliances)                           | Voix                      | % des exprimés            | Voix                     | % des exprimés           |
|                                                                          |                                                                              |                           |                           |                          |                          |
|                                                                          | Nadia Hai La République en marche                                            | 10 858                    | 32,98                     | 13 684                   | 52,96                    |
|                                                                          | Jean-Michel Fourgous Les Républicains (Union des démocrates et indépendants) | 7 601                     | 23,09                     | 12 153                   | 47,04                    |
|                                                                          | Benoît Hamon (député sortant) Parti socialiste                               | 7 436                     | 22,59                     |                          |                          |
|                                                                          | Mathurin Lévis La France insoumise                                           | 2 847                     | 8,65                      |                          |                          |
|                                                                          | Mathilde Androuët Front national                                             | 2 315                     | 7,03                      |                          |                          |
|                                                                          | Luc Miserey Parti communiste français                                        | 580                       | 1,76                      |                          |                          |
|                                                                          | Sylvia Cantaluppi Debout la France                                           | 433                       | 1,32                      |                          |                          |
|                                                                          | Mireille Breugnot Extrême droite (Front libéré)                              | 242                       | 0,74                      |                          |                          |
|                                                                          | Yassine Amar Divers (Union populaire républicaine)                           | 205                       | 0,62                      |                          |                          |
|                                                                          | Christine Égasse Lutte ouvrière                                              | 166                       | 0,50                      |                          |                          |
|                                                                          | Vincent Fournier Extrême gauche (Nouveau Parti anticapitaliste)              | 97                        | 0,29                      |                          |                          |
|                                                                          | Matthieu Ruffet Divers                                                       | 76                        | 0,23                      |                          |                          |
|                                                                          | Mehdi Mnaouar Divers                                                         | 63                        | 0,19                      |                          |                          |
| Source : Ministère de l'Intérieur - Onzième circonscription des Yvelines |                                                                              |                           |                           |                          |                          |

### Élection partielle de 2020
L'élection est provoquée par la démission de Nadia Hai, nommée membre du gouvernement. Son suppléant était Moussa Ouarouss.
|                                                    |                                                                   |                                |                                |                               |                               |
|                                                    |                                                                   | Premier tour 20 septembre 2020 | Premier tour 20 septembre 2020 | Second tour 27 septembre 2020 | Second tour 27 septembre 2020 |
|                                                    |                                                                   |                                |                                |                               |                               |
|                                                    |                                                                   | Nombre                         | % des inscrits                 | Nombre                        | % des inscrits                |
| Inscrits                                           | Inscrits                                                          | 66 883                         | 100,00                         | 66 890                        | 100,00                        |
| Abstentions                                        | Abstentions                                                       | 55 782                         | 83,40                          | 56 643                        | 84,69                         |
| Votants                                            | Votants                                                           | 11 101                         | 16,60                          | 10 244                        | 15,31                         |
|                                                    |                                                                   |                                | % des votants                  |                               | % des votants                 |
| Bulletins blancs                                   | Bulletins blancs                                                  | 123                            | ???                            | ???                           | ???                           |
| Bulletins nuls                                     | Bulletins nuls                                                    | 97                             | ???                            | ???                           | ???                           |
| Suffrages exprimés                                 | Suffrages exprimés                                                | 10 881                         | ???                            | 9 876                         | 96,45                         |
|                                                    |                                                                   |                                |                                |                               |                               |
| Candidat Étiquette politique (partis et alliances) | Candidat Étiquette politique (partis et alliances)                | Voix                           | % des exprimés                 | Voix                          | % des exprimés                |
|                                                    |                                                                   |                                |                                |                               |                               |
|                                                    | Philippe Benassaya Les Républicains - UDI                         | 3 985                          | 36,62                          | 5 692                         | 57,63                         |
|                                                    | Sandrine Grandgambe Génération.s - EELV                           | 2 702                          | 24,83                          | 4 184                         | 42,37                         |
|                                                    | Pierre Luce La République en marche                               | 1 678                          | 15,42                          |                               |                               |
|                                                    | Laurent Morin Rassemblement national                              | 776                            | 7,13                           |                               |                               |
|                                                    | Valérie Froberger Parti communiste français - La France insoumise | 705                            | 6,48                           |                               |                               |
|                                                    | Olivier Gallant Debout la France                                  | 388                            | 3,57                           |                               |                               |
|                                                    | Jérémy Bizet France Écologie - MEI                                | 271                            | 2,49                           |                               |                               |
|                                                    | Patrick Planque Lutte ouvrière                                    | 144                            | 1,32                           |                               |                               |
|                                                    | Laurent Cocheton Union populaire républicaine                     | 131                            | 1,20                           |                               |                               |
|                                                    | Kamal Benmarouf Divers gauche (République par raison)             | 101                            | 0,62                           |                               |                               |
|                                                    | Abdelaziz Chneguir Divers gauche                                  | 0                              | 0,00                           |                               |                               |
|                                                    | Nicolas Mandjiny Divers centre                                    | 0                              | 0,00                           |                               |                               |
| Source :                                           |                                                                   |                                |                                |                               |                               |

Le suppléant de Philippe Benassaya était Othman Nasrou, conseiller régional.

### Élections de 2022
|                                                    |                                                                  |                           |                           |                          |                          |
|                                                    |                                                                  | Premier tour 12 juin 2022 | Premier tour 12 juin 2022 | Second tour 19 juin 2022 | Second tour 19 juin 2022 |
|                                                    |                                                                  |                           |                           |                          |                          |
|                                                    |                                                                  | Nombre                    | % des inscrits            | Nombre                   | % des inscrits           |
| Inscrits                                           | Inscrits                                                         | 69 371                    | 100                       | 69 381                   | 100                      |
| Abstentions                                        | Abstentions                                                      | 35 647                    | 51,39                     | 35 928                   | 51,78                    |
| Votants                                            | Votants                                                          | 33 724                    | 48,61                     | 33 453                   | 48,22                    |
|                                                    |                                                                  |                           | % des votants             |                          | % des votants            |
| Bulletins blancs                                   | Bulletins blancs                                                 | 530                       | 0,76                      | 1471                     | 4,40                     |
| Bulletins nuls                                     | Bulletins nuls                                                   | 532                       | 0,77                      | 578                      | 1,73                     |
| Suffrages exprimés                                 | Suffrages exprimés                                               | 32 662                    | 47,08                     | 31 404                   | 93,87                    |
|                                                    |                                                                  |                           |                           |                          |                          |
| Candidat Étiquette politique (partis et alliances) | Candidat Étiquette politique (partis et alliances)               | Voix                      | % des exprimés            | Voix                     | % des exprimés           |
|                                                    |                                                                  |                           |                           |                          |                          |
|                                                    | William Martinet Nouvelle Union populaire écologique et sociale  | 10 888                    | 32,96                     | 15 760                   | 50,18                    |
|                                                    | Aurélie Piacenza Ensemble                                        | 8 289                     | 25,09                     | 15 644                   | 49,82                    |
|                                                    | Philippe Benassaya* Les Républicains                             | 5 913                     | 17,90                     |                          |                          |
|                                                    | Sophie Chabanet Rassemblement national                           | 3 500                     | 10,60                     |                          |                          |
|                                                    | Alexandre Arnaud Reconquête                                      | 1 563                     | 4,73                      |                          |                          |
|                                                    | Jean-Luc Tramoni Les écologistes avec la Majorité Présidentielle | 737                       | 2,23                      |                          |                          |
|                                                    | Christophe Aubin Parti animaliste                                | 665                       | 2,01                      |                          |                          |
|                                                    | Olivier Gallant Droite souverainiste                             | 485                       | 1,47                      |                          |                          |
|                                                    | Raouf Maïza Union des démocrates musulmans français              | 339                       | 1,03                      |                          |                          |
|                                                    | Aymeric Delefosse Parti Pirate                                   | 333                       | 1,01                      |                          |                          |
|                                                    | Patrick Planque Lutte ouvrière                                   | 322                       | 0,97                      |                          |                          |
| * Député sortant                                   |                                                                  |                           |                           |                          |                          |

La suppléante de William Martinet est Catherine Perrotin-Raufaste, médecin à Voisins-le-Bretonneux.

### Élections de 2024
| Candidat    | Candidat                          | Parti et coalition   | Nuance      | Premier tour | Premier tour   | Second tour | Second tour    |
| ----------- | --------------------------------- | -------------------- | ----------- | ------------ | -------------- | ----------- | -------------- |
| Candidat    | Candidat                          | Parti et coalition   | Nuance      | Voix         | % des votants  | Voix        | % des votants  |
|             | Laurent Mazaury                   | UDI (UDC)            | UDI         | 13 752       | 29,25 %        | 22 175      | 50,16 %        |
|             | William Martinet (député sortant) | LFI (NFP)            | UG          | 20 395       | 43,38 %        | 22 035      | 49,84 %        |
|             | Victoria Doucet                   | RN                   | RN          | 10 243       | 21,79 %        | Désistement | Désistement    |
|             | Sarah Nicos                       | Div. écologistes     | ECO         | 1 048        | 2,23 %         |             |                |
|             | Nathalie Machuca                  | REC                  | REC         | 900          | 1,91 %         |             |                |
|             | Patrick Planque                   | LO                   | EXG         | 507          | 1,08 %         |             |                |
|             | Boris LUTZ                        | Droite souverainiste | DSV         | 166          | 0,35 %         |             |                |
|             |                                   |                      |             |              |                |             |                |
|             |                                   |                      |             | Nombre       | % des inscrits | Nombre      | % des inscrits |
| Inscrits    | Inscrits                          | Inscrits             | Inscrits    | 70 630       | 100 %          | 70 651      | 100 %          |
| Abstentions | Abstentions                       | Abstentions          | Abstentions | 22 503       | 31,86 %        | 24 041      | 34,03 %        |
| Votants     | Votants                           | Votants              | Votants     | 48 127       | 68,14 %        | 46 610      | 65,97 %        |
|             |                                   |                      |             | Nombre       | % des votants  | Nombre      | % des votants  |
| Blancs      | Blancs                            | Blancs               | Blancs      | 816          | 1,70 %         | 1 840       | 3,95 %         |
| Nuls        | Nuls                              | Nuls                 | Nuls        | 300          | 0,62 %         | 560         | 1,20 %         |
| Exprimés    | Exprimés                          | Exprimés             | Exprimés    | 47 011       | 97,68 %        | 44 210      | 94,85 %        |

La suppléante de Laurent Mazaury est Lydie DUCHON.